# Saronno Foot-Ball Club 1921-1922
Questa voce raccoglie le informazioni riguardanti il Saronno Foot-Ball Club nelle competizioni ufficiali della stagione 1921-1922.

## Rosa
| N. |                   | Ruolo | Calciatore          |
| -- | ----------------- | ----- | ------------------- |
|    | Italia (bandiera) | D     | Giuseppe Antonazzi  |
|    | Italia (bandiera) | A     | Arturo Boiocchi (I) |
|    | Italia (bandiera) | A     | Giovanni Carugati   |
|    | Italia (bandiera) | A     | Valentino Crosta    |
|    | Italia (bandiera) | A     | Giovanni De Andreis |
|    | Italia (bandiera) | C     | Silvio Giannoni (I) |
|    | Italia (bandiera) | C     | Antonio Lietti (I)  |
|    | Italia (bandiera) |       | Carlo Lietti        |

| N. |                   | Ruolo | Calciatore          |
| -- | ----------------- | ----- | ------------------- |
|    | Italia (bandiera) | D     | Edoardo Lietti (II) |
|    | Italia (bandiera) | P     | Pierino Mangili     |
|    | Italia (bandiera) | A     | Attilio Marcora     |
|    | Italia (bandiera) | A     | Vincenzo Marzorati  |
|    | Italia (bandiera) | C     | Demetrio Sabatini   |
|    | Italia (bandiera) | D     | Livio Semelli (II)  |
|    | Italia (bandiera) | A     | Roberto Zaffaroni   |